# Честерфілд Тауншип (Нью-Джерсі)
Честерфілд Тауншип (англ. Chesterfield Township) — селище (англ. township) в США, в окрузі Берлінгтон штату Нью-Джерсі. Населення — 9422 особи (2020).

## Демографія
Згідно з переписом 2010 року, у селищі мешкало 7699 осіб у 1539 домогосподарствах у складі 1311 родини. Було 1601 помешкання
Расовий склад населення:
| - 54,0 % — білих - 29,1 % — чорних або афроамериканців - 8,4 % — азіатів - 0,5 % — корінних американців - 5,0 % — осіб інших рас |

До двох чи більше рас належало 3,0 %. Частка іспаномовних становила 13,1 % від усіх жителів.
За віковим діапазоном населення розподілялося таким чином: 17,8 % — особи молодші 18 років, 76,8 % — особи у віці 18—64 років, 5,4 % — особи у віці 65 років та старші. Медіана віку мешканця становила 24,4 року. На 100 осіб жіночої статі у селищі припадало 220,4 чоловіків;  на 100 жінок у віці від 18 років та старших — 268,5 чоловіків також старших 18 років.
Середній дохід на одне домашнє господарство  становив 138 854 долари США (медіана — 120 515), а середній дохід на одну сім'ю — 149 582 долари (медіана — 142 500). Медіана доходів становила 88 056 доларів для чоловіків та 74 387 доларів для жінок. За межею бідності перебувало 0,9 % осіб, у тому числі 1,3 % дітей у віці до 18 років та 0,0 % осіб у віці 65 років та старших.
Цивільне працевлаштоване населення становило 3120 осіб. Основні галузі зайнятості: науковці, спеціалісти, менеджери — 18,3 %, освіта, охорона здоров'я та соціальна допомога — 17,6 %, фінанси, страхування та нерухомість — 12,0 %, публічна адміністрація — 10,1 %.